# Південний Сіккім
Південний Сіккім (англ. North Sikkim) — округ індійського штату Сіккім, один з найменш населених. Його адміністративним центром є Намчі, іншими відносно великими поселеннями є Тіста-Базар і Меллі.
Територія округу знаходиться між висотами 400 і 2000 м над рівнем моря, клімат помірний протягом більшої частини року.
Найбільшою етнічною групою округу є непальці, крім них існують спільноти бхутія і лепча. Головною мовою є непальська.
Південний Сіккім — найіндустріалізованіший округ штату, перш за все завдяки наявності рівних ділянок землі та близькості до транспортних вузлів. Через відсутність високих гір та сейсмічну стабільність, зсуви в окрузі рідкі на відміну від решти штату, що дозволяє підтримувати дороги у відносно доброму стані. Крім промисловості, округ відомий сіккімським чаєм, що вирощується в районі Намчі.